# Egwina
Egwina nació posiblemente en el año 875, poco o casi nada se sabe de su vida, salvo que era de un estatus social bajo, o según algunos, era hija de un noble de Wessex, pero de bajo rango.
Se casó en el año 893 con el futuro Eduardo el Viejo, rey de Wessex, con el que tuvo tres hijos, entre ellos Athelstan, que llegaría a ser rey.
Poco después de su accesión al trono (900), Eduardo, considerando el bajo estatus de Egwina, la aparta de su lado y declara invalidado su matrimonio, y los hijos nacidos de su enlace son relegados de la sucesión al trono. Ella, sin embargo, no viviría mucho tiempo a esta situación, murió al año siguiente (901).